# Linsen (Waltenhofen)

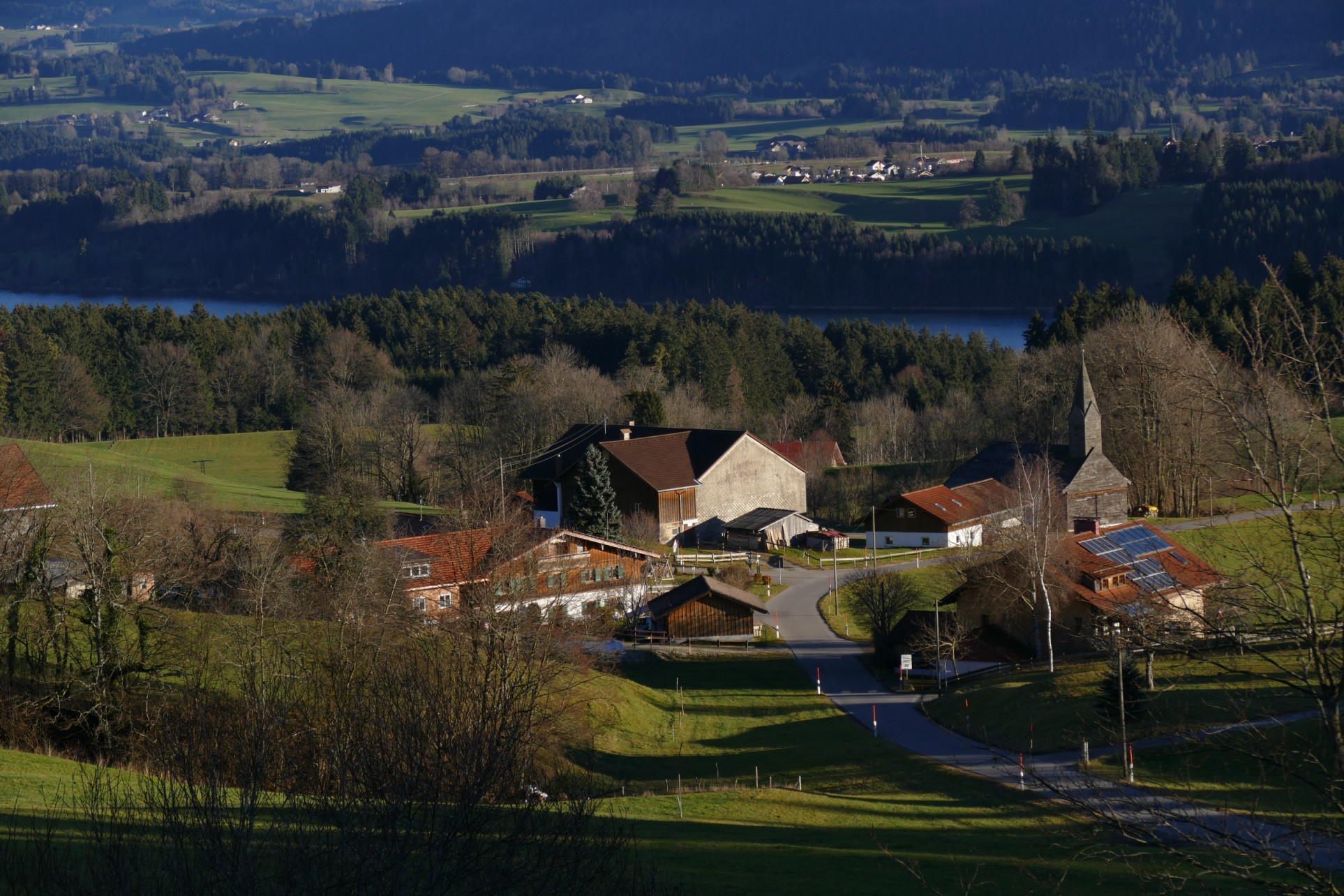
Blick auf einen Teil von Linsen vom Stoffelberg. Im Hintergrund der Niedersonthofener See

Linsen ist ein Gemeindeteil der Gemeinde Waltenhofen im Landkreis Oberallgäu (Schwaben, Bayern).

## Geografie
Der Weiler Linsen liegt auf 790 bis 900 Meter Meereshöhe über dem Niedersonthofener See. Zwei kleine Bäche entspringen in einem kleinen Niedermoor an der nahen Wasserscheide bzw. innerhalb von Linsen und fließen dem See zu. Der Hausberg heißt Stoffelberg (1067 m). Die Dorfstraße geht über Wollmuths nach Niedersonthofen, nach Stoffels und in einer Abzweigung nach Hellengerst.

## Geschichte

Siegel des Heinrich v. Linsen 1362. Umschrift: HAINRICI DCI LINSIN

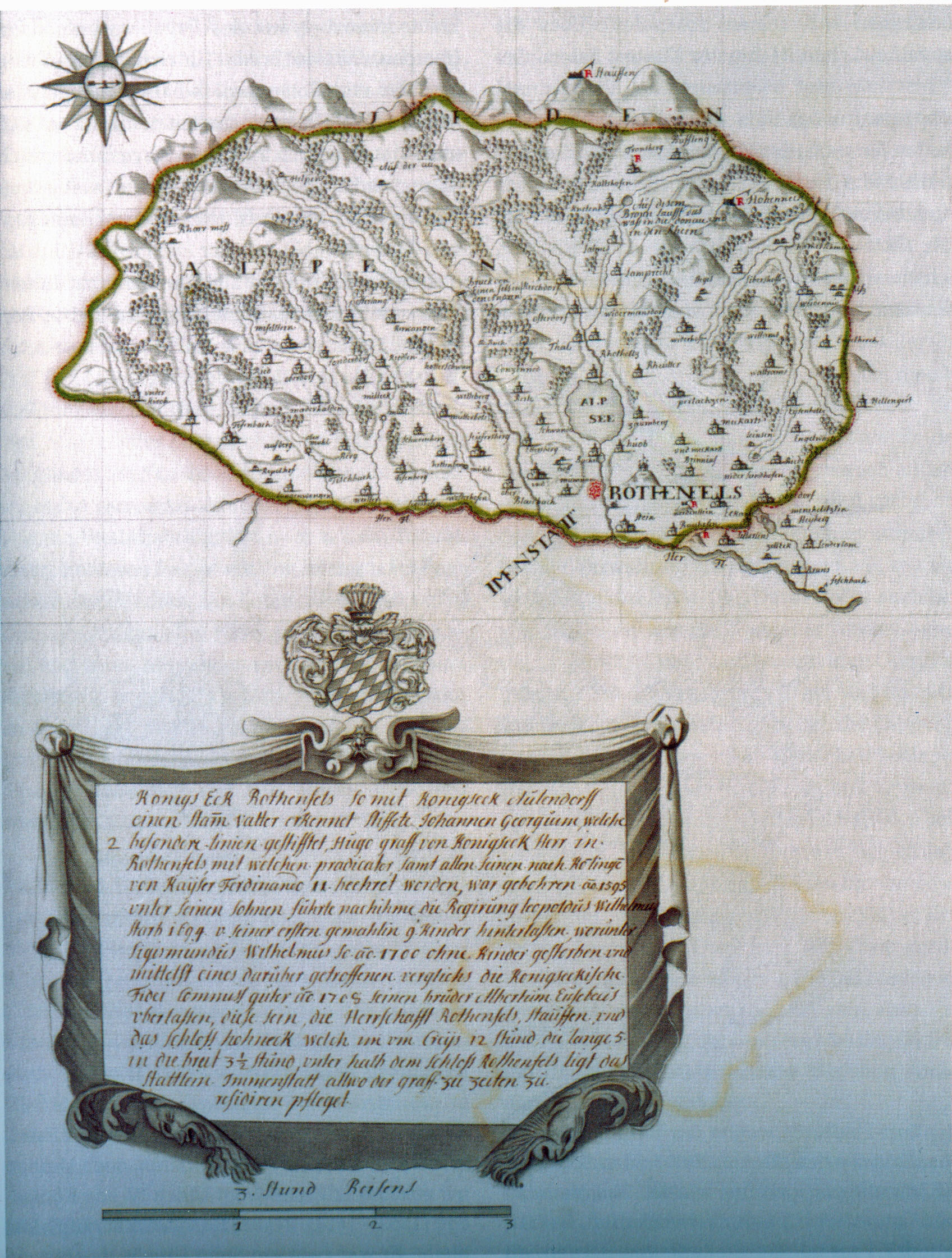
Karte der Grafschaft Königsegg-Rothenfels (ca. 1725): Die Karte der Grafschaft zeigt Linsen rechts unten (Norden ist rechts).

Fassbar wird Linsen (manchmal auch „Linsun“') durch die gleichnamige Burg. Im Jahr 1355 wurde ein Johann von Rothenstein zu Linsen urkundlich erwähnt, als er Güter in Wollmuths und Hupprechts an zwei Kemptener Bürger verkaufte.
Seine Frau und Erbin Clara heiratete in zweiter Ehe den Herrn der in Sichtweite befindlichen Burg Langenegg. Nach dessen Tod 1377 verkaufte die Witwe Clara die Burg und den Bauhof zu Linsen und die Tafern zu Niedersonthofen an den verschwägerten Walther von Laubenberg.
Danach verlieren sich die urkundlichen Hinweise auf die Burg.
1362 gab es einen Heinrich (von Rothenstein) zu Linsen, von dem ein Siegel mit zwei Streitkolben erhalten ist.
Das Gebiet von Linsen gehörte seit 1243 direkt dem Kaiser des Heiligen Römischen Reiches. In diesem Jahr kaufte Kaiser Friedrich II., der Enkel von Friedrich Barbarossa, die Burg Rothenfels und das Gebiet der Albgaugrafschaft (sowie ein Gebiet bei Eglofs) zu seinem eigen für die sehr große Summe von 3200 Mark (750 kg) Silber.
Aus der Albgaugrafschaft wurde die reichsunmittelbare Grafschaft Königsegg-Rothenfels, eine wie die Herzogtümer und Reichsstädte recht unabhängige Herrschaft im Heiligen Römischen Reich.
Als unabhängiges Kleinstterritorium überlebte diese Grafschaft bis zum Jahr 1804, als der letzte Nachfahre der Grafen seine Besitzung an Österreich tauscht. Linsen wurde so kurz österreichisch. Schon 1805, nach der Schlacht von Austerlitz kommt Linsen zum Königreich Bayern.
Dank der guten Wasserversorgung existierte in Linsen ein eigenes Sennhaus, mit Materialseilbahn zum Milchtransport von Stoffels.

## Sehenswürdigkeiten

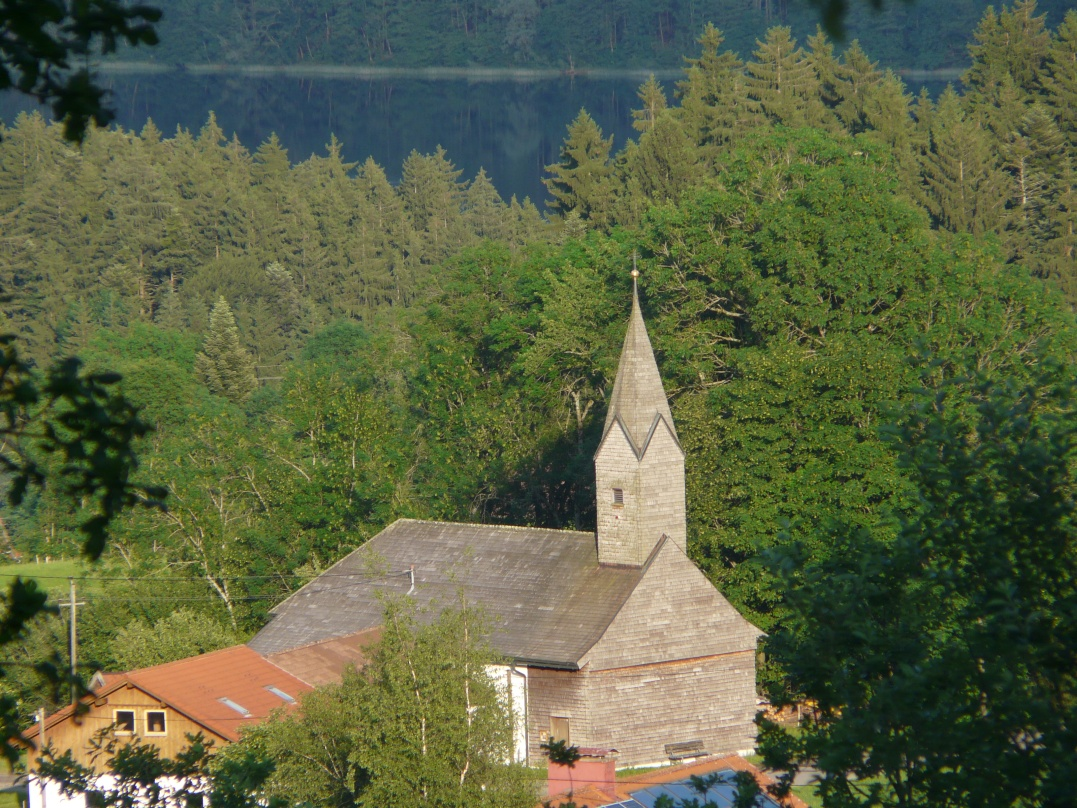
Kapelle Linsen mit See

In Linsen befindet sich die Kapelle St. Nikolaus und Magdalena aus dem 14. Jahrhundert. Von der im 13. oder 14. Jahrhundert erbauten, abgegangenen Burganlage kündet eine Gedenktafel auf dem Burghügel.
Ein Wasserfall des Linsenbachs stürzt hinter dem Burghügel in die Tiefe. In Linsen hat man einen weiten Blick in die Bergwelt des Illertals und auf den Niedersonthofener See.

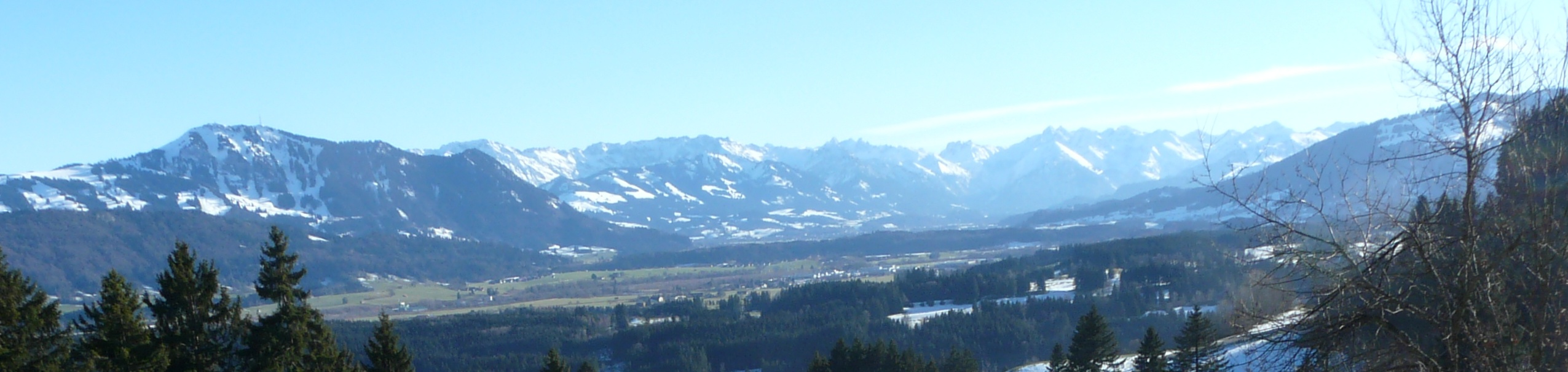
Bergblick von Linsen

## Wirtschaft
Linsen ist geprägt durch Grünlandwirtschaft mit teilweise denkmalgeschützten Bauernhäusern. Viele der Höfe bieten Ferienwohnungen an. Im Jahr 2006 hat sich ein Seminarhaus für Yoga und Ayurveda angesiedelt.